# 관희 챠이카
《관희 챠이카》(일본어: 棺姫のチャイカ 히쓰기노 자이카[*])는 일본의 라이트 노벨이다. 후지미 판타지아 문고에서 발간하였으며 작가는 《스크랩드 프린세스》의 사카키 이치로, 일러스트는 나마니쿠 ATK가 맡았다. 2014년 4월 19일 기준으로 9권까지 발매되었으며 만화판이 연재 중에 있다. 또한, Bones가 제작한 마스치 소이치 감독의 TV 애니메이션은 2014년 4월 9일부터 도쿄 MX등지에서 방영되었으며 한국에서는 애니플러스에서 방송되었다. 2014년 10월 10일부터 제2기가 애니플러스에서 동시 방영하고 있다.

## 등장인물
- 토오루 아큐라: 아큐라 마을 출신의 란파사(사바타)이다. 상당한 실력의 무예를 가지고 있으며, 그 외에도 전쟁에 필요한 여러 가지 신변잡기가 가능하다. "철혈전화"라고 하는 오의를 사용할 수 있다.
- 아카리 아큐라: 도루 아큐라 와 같은 란파사(사바타)이다. 자신의 오빠인 토루를 좋아하는 듯 하지만,그와 동시에 곧잘 냉혹함 과 비정한 모습을 보인다. 마찬가지로 오의인 "철혈전화"를 사용할 수 있다.
- 챠이카 트라반트: 언제나 등에 관을 짊어지고 다니는 소녀이다. "기장" 으로서 강력한 저격포를 사용하고 있다.